# 성적 욕구 불만
성적 욕구 불만(sexual frustration)은 개인이 원하는 성적 활동과 달성한 성적 활동 간의 불일치로 인해 발생하는 불만이다. 이는 신체적, 정신적, 정서적, 사회적, 재정적, 종교적 또는 영적 장벽으로 인해 발생할 수 있다. 이는 성불감증, 아나프로디지증, 조루, 사정 지연 또는 발기부전과 같은 문제로 인한 성관계 중 불쾌감에서 비롯될 수 있다. 파트너 간의 성욕의 불일치가 관련될 수 있다. 이는 또한 더 넓은 실존적 욕구 불만과 관련될 수도 있다.
성적 욕구 불만을 다루는 역사적 방법에는 단식과 아나프로디시약(식품 보조제) 또는 제타제(의료 보조제)와 같은 성욕 억제제 복용이 포함되었다. 또한 성적으로 활동적인 사람, 특히 성욕이 강한 사람에게도 영향을 미칠 수 있다. 이는 청소년기의 사춘기를 겪는 청소년기의 자연스러운 발달 단계이다.
성적 욕구 불만을 극복하는 방법에는 솔로 섹스, 명상, 운동, 새로운 기술 탐구, 성적 욕구 불만에 대해 파트너와 논의 및 공개, 성 치료사를 통해 전문적인 도움 구하기 등이 있다.

## 같이 보기
- 인셀